# Mitu (rod)
Mitu je rod hrabavých ptáků z čeledi hokovití, jehož zástupci se vyskytují ve vlhkých tropických pralesíchJižní Ameriky. Jejich opeření je iridiscentně černé s bílými či rezavými spodními krovkami ocasními a konečky ocasu. Nohy a zobáky jsou červené, samec i samice vypadají stejně.

## Systematika
Rod Mitu popsal v roce 1831 francouzský přírodovědec René Lesson. Výraz mitu (též mitú, mutú nebo mutúm) pochází z tupijštiny (vymřelý jazyk Tupijců, domorodců z jižní Brazílie), ve kterém je takto označován hoko.

### Seznam druhů
Rod zahrnuje 4 následující druhy:
| Obrázek | Vědecké jméno   | Běžné jméno     | Rozšíření                                           |
| ------- | --------------- | --------------- | --------------------------------------------------- |
|         | Mitu tomentosum | hoko pruhoocasý | Brazílie, Kolumbie, Guyany a Venezuela              |
|         | Mitu mitu       | hoko mitu       | severovýchodní Brazílie (ve volné přírodě vyhynulý) |
|         | Mitu salvini    | hoko Salvinův   | Kolumbie, Ekvádor a Peru                            |
|         | Mitu tuberosum  | hoko amazonský  | Amazonský prales                                    |